# Hans Rinner
Hans Rinner (18 de marzo de 1963 – 16 de febrero de 2018) fue un empresario y dirigente deportivo austríaco. Desde el 7 de diciembre de 2009 fue el Presidente de la Austrian Football Bundesliga. Rinner también fue propietario de una compañía de refrigeración. De 2007 a 2010 fue presidente del SK Sturm Graz y de allí hasta 2016, miembro del Comité de Supervisión. Desde 2016 fue nombrado presidente honorario del club.

## Biografía
Después de la escuela, Rinner completó una formación como electricista. Posteriormente, completó su bachillerato en una escuela nocturna, especializándose en refrigeración. Rinner fue director gerente de su empresa en Frauental an der Laßnitz.
Rinner fue elegido el 2 de noviembre de 2006 como vicepresidente del SK Sturm Graz. El 18 de enero de 2007 fue elegido presidente del club, sucediendo a Hans Fedl. Durante su mandato, el club fue capaz de salir de la bancarrota técnica en la que se encontraba. El 25 de mayo de 2010, Rinner dimitió como presidente durante una reunión de la junta directiva.
Desde 2006, Rinner también fue vicepresidente de la Bundesliga austriaca, que incluye la Bundesliga y la Primera División. El 27 de noviembre de 2009, los directivos de la Bundesliga acordaron que Rinner fuera el nuevo presidente de la Bundesliga. Fue el sucesor de Martin Pucher. Las elecciones oficiales se celebraron el 7 de diciembre de 2009 y, como era de esperar, Hans Rinner resultó vencedor con 75 de los 80 votos.
En la Asamblea General del SK Sturm Graz del 18 de enero de 2016, Rinner fue nombrado presidente honorario del club.